# Tribalus puncticeps
Tribalus puncticeps är en skalbaggsart som beskrevs av Lewis 1908. Tribalus puncticeps ingår i släktet Tribalus och familjen stumpbaggar. Inga underarter finns listade i Catalogue of Life.